# Station Kita-Kagaya
Station Kita-Kagaya  (北加賀屋駅,  Kita-Kagaya-eki) is een metrostation in de wijk Suminoe-ku in Osaka, Japan. Het wordt aangedaan door de Yotsubashi-lijn.

## Lijnen

### Yotsubashi-lijn(stationsnummer Y20)
| 1 | ■ Yotsubashi-lijn | richting Suminoekōen                      |
| 2 | ■ Yotsubashi-lijn | richting Daikokuchō, Namba en Nishi-Umeda |
| 3 | ■ Yotsubashi-lijn | richting Daikokuchō, Namba en Nishi-Umeda |

## Geschiedenis
Het station van de Yotsubashi-lijn werd in 1972 geopend.

## Overig openbaar vervoer
Bussen 7, 15, 15A, 29 en 76

## Stationsomgeving
- Kita-Kagaya-park
- Zuid-Osaka-ziekenhuis
- Zuidelijke Haven-ziekenhuis
- Dependance van Yamato Transport
- Bibliotheek van Suminoe
- FamilyMart

Nishi-Umeda · Higobashi · Hommachi · Yotsubashi · Namba · Daikokuchō · Hanazonochō · Kishinosato · Tamade · Kita-Kagaya · Suminoekōen